# Florence Open 2012
Il Florence Open 2012 è stato un torneo di tennis facente parte della categoria ITF Women's Circuit nell'ambito dell'ITF Women's Circuit 2012. Il torneo si è giocato a Florence (Carolina del Sud) negli Stati Uniti dal 22 al 28 ottobre 2012 su campi in cemento e aveva un montepremi di $25,000.

## Vincitori

### Singolare
Mariana Duque ha battuto in finale  Stéphanie Dubois con il punteggio di 4–6, 6–2, 6–1

### Doppio
Ulrikke Eikeri /  Akiko Ōmae hanno battuto in finale  Brooke Austin /  Hayley Carter con il punteggio di 6–1, 6–1